# Danijel Anđelković
Danijel Anđelković, född 28 augusti 1978 i Belgrad i dåvarande SFR Jugoslavien, är en serbisk handbollstränare och tidigare handbollsspelare (mittnia). Han spelade 90 landskamper för Serbiens landslag.
Han spelade en säsong i IK Sävehof 2003–2004 och bidrog till att klubben vann sitt första SM-guld på herrsidan.

## Klubbar
Som spelare
- RK Kolubara Lazerevac (1990–1996, ungdomslag)
- Röda stjärnan Belgrad (1996–2001)
- RK Sintelon (2001–2003)
- IK Sävehof (2003–2004)
- SC Pick Szeged (2004–2010)
- Fenix Toulouse HB (2010–2016)

Som tränare
- Fenix Toulouse HB (assisterande, 2015–2021)
- Fenix Toulouse HB (2021–)